# Wight-sziget
Az Egyesült Királysághoz tartozó Wight-sziget (ejtsd: vájt) a Brit-szigettől 3-6 km-re délre, a La Manche csatornában található. Legnagyobb városa Newport. Southsea-ből légpárnás járművel közelíthető meg a legkönnyebben.
1995-ig saját kormányzója volt.

## Főbb városok
- Brading
- Cowes
- Newport
- Ryde
- Sandown
- Shanklin
- Ventnor
- Yarmouth